# Sophie Dodémont
Sophie Denise Paulette Dodémont, née le 30 août 1973 à Pont-Sainte-Maxence, est une archère française. Elle est également gardienne de la paix.

## Biographie
Après avoir échoué aux qualifications des Jeux olympiques de 1992 et 1996, et après une période d'inactivité durant plusieurs années, Sophie Dodémont effectue un retour au haut niveau en 2005.
Elle parvient à se qualifier en individuel et par équipe pour les Jeux olympiques d'été de 2008, les premiers de sa carrière. Lors de cette dernière épreuve, Sophie Dodémont remporte la médaille de bronze, en compagnie de Bérengère Schuh et de Virginie Arnold, les archères françaises dominant l'équipe britannique lors de la confrontation pour la médaille de bronze.
Sophie Dodémont participe aux compétitions internationales avec un arc classique jusqu'en 2012. Depuis 2013 elle participe avec un arc à poulies.

## Records

### France
Le 3 décembre 2016 elle bat le record de France de tir en salle (2x18 mètres) avec 592 points sur 600, à Osny, en individuel, catégorie senior, à l'arc à poulies.

## Palmarès

### Jeux olympiques
- 2008 à Pékin
  -  Médaille de bronze sur l'épreuve par équipe féminine (avec Bérengère Schuh et Virginie Arnold).

### Championnats du monde
- 2019 à Bois-le-Duc
  -  Médaille d'argent en arc à poulies par équipe mixte (avec Pierre-Julien Deloche).
- 2013 à Antalya
  -  Médaille de bronze en arc à poulies par équipe féminine (avec Pascale Lebecque et Sandrine Vandionant).

### Championnats du monde en salle
- 2014 à Nîmes
  -  Médaille d'or en arc à poulies individuel.

### Championnats d'Europe
- 2018 à Legnica
  -  Médaille d'or en arc à poulies par équipe mixte (avec Jean-Philippe Boulch).
- 2021 à Antalya
  -  Médaille d'or en arc à poulies par équipe femme (avec Lola Grandjean et Tiphaine Renaudin).
- 2022 à Munich
  -  Médaille d'argent en arc à poulies individuel.

### Jeux européens
- 2019 à Minsk
  -  Médaille de bronze en arc à poulies individuel.